# Сант-Анна-Аррези
Сант-Анна-Аррези (итал. Sant'Anna Arresi) — коммуна в Италии, располагается в регионе Сардиния, в провинции Южная Сардиния.
Население составляет 2 709 человек (30-06-2019), плотность населения составляет 73,85 чел./км². Занимает площадь 37 км². Почтовый индекс — 9010. Телефонный код — 0781.
Покровительницей коммуны почитается святая Анна, празднование 26 июля.

## Демография
Динамика населения:

## Администрация коммуны
- Официальный сайт: http://www.comune.santannaarresi.ca.it/